# توطين قسري
التوطين القسري أو التوطين بالإكراه أو بالقهر، إجراء تثبيت أو إقامة الأشخاص بالقهر عن غير رضى منهم وذلك لعدة أسباب معظمها سياسية. ناتجة عن مجموعة متنوعة من الأسباب الخارجية بما في ذلك الكوارث الطبيعية، والعنف، والتطهير العرقي، وغيرها من عمليات الاضطهاد. قد تشمل الأمثلة المحددة القحط، والحروب الأهلية، والإبعاد، ونزوح السكان، مما يضطر السكان إلى الانتقال إلى بلد آخر أو الفرار إليه. يمكن الإشارة إلى الشخص أو الأشخاص الذين يتعرضون للتشريد القسري، من بين أمور أخرى، على النحو التالي: «المهاجر القسري»، و«النازح/النازحون»، أو إذا كان داخل البلد نفسه، «الشخص/الأشخاص النازحون داخليًا». في حين يمكن اعتبار بعض النازحين لاجئين، فإن المصطلحات تشير تحديدًا إلى الأشخاص النازحين الذين يتلقون حماية محددة قانونًا معترف بها من قبل الدول و/أو المنظمات الدولية.
تتعدد هذه الأشكال عند البدو والرحل الذين لا يقيمون بمكان إقامة دائمة ويكونون سببا في عدة مشاكل سياسية بين الدول أو الأقاليم ومن أهم ما حدث في هذا ما حدث في الاتحاد السوفيتي وأسلوب العمل العقابي في معسكر جولاج.